# Médicos pela Verdade
Médicos pela Verdade (em castelhano:  Médicos por la Verdad) são um grupo negacionista da COVID-19 espanhol. O grupo apresentou-se oficialmente em Madrid no dia 25 de julho de 2020. O grupo difunde desinformação pelas redes sociais, nas quais possui várias ramificações, como "Psicólogos pela Verdade" ou "Advogados pela Verdade".
Muitas das alegações que defendem são contrárias ao que está provado por cientistas, especialistas em saúde e autoridades de saúde.  O grupo posiciona-se contra o uso de máscara e a realização de exames PCR e alega que o vírus se pode propagar através de tecnologia 5G. O grupo defende ainda a utilização de práticas pseudocientíficas para o tratamento de COVID-19, como a ingestão de dióxido de cloro ou ozonoterapia. As alegações deste grupo são frequentemente utilizadas por outros negacionistas como prova de que o SARS-CoV-2 e a gestão da pandemia são uma conspiração dos líderes mundiais.
O movimento inspirou a criação nas redes sociais de grupos homónimos noutros países, entre os quais Brasil, Argentina, Estados Unidos e Portugal.

## Em Portugal
Em Portugal, nenhum dos membros do grupo, entretanto extinto, era médico nas áreas da saúde pública ou infecciologia. Entre as suas reivindicações encontrava-se a crítica aos confinamentos, à utilização de máscaras, e ao recurso aos testes de diagnóstico de COVID-19 por PCR, fazendo recurso sobretudo a artigos de opinião e a estudos que eram desmentidos de uma forma global pela comunidade científica.
Em outubro de 2020, a Ordem dos Médicos abriu processos disciplinares a sete médicos do movimento por propagação de desinformação e ameaça à saúde pública. Um dos principais rostos do movimento, a anestesiologista Margarida Gomes de Oliveira, foi suspensa por seis meses pelo Conselho Disciplinar da Secção Regional Sul da Ordem dos Médicos, por "manifestar posições que colocam em risco a saúde pública", na sequência de participar em manifestações contra o uso generalizado de máscara, pretender ensinar eventuais truques para possíveis infetados testarem negativo em testes de diagnóstico de COVID-19 e afirmar que os números de infeções divulgados diariamente pela DGS se tratam de falsos positivos.
Em dezembro de 2020, uma investigação da revista Visão revelou ligações do movimento ao partido político Chega, na pessoa do seu coordenador, o publicitário Alfredo Rodrigues, que pretendia associar o movimento ao canal digital de João Tilly, líder distrital do Chega em Viseu, e ao Notícias Viriato, um site de direita nacionalista. José Manuel Castro, advogado do ativista neonazi Mário Machado, também terá oferecido os seus serviços pro bono ao movimento.
O grupo suspendeu a sua atividade online em fevereiro de 2021, após publicar um comunicado anunciando a decisão, e atribuindo-a à perseguição aos seus membros e ao "ambiente concentracionário e repressivo em que vivemos".
Em março de 2023, foi noticiado que no anterior mês de dezembro a Entidade Reguladora da Saúde, tinha decidido aplicar uma coima de 15 mil euros aos Médicos da Verdade pela pela violação do rigor científico na conceção e difusão de práticas de publicidade em saúde relacionadas com a pandemia de COVID-19.